# Salby
Salby er en lille by på Hindsholm syd for Mesinge i Kerteminde Kommune. Byen vandt i 2020 en konkurrence, og fik 22.000 kr. til renovering af den lille landsby. Det gav dem et nyt gadekær, med bordebænkesæt, til fri afbenyttelse for byens indbyggere.
 Der er for få eller ingen kildehenvisninger i denne artikel, hvilket er et problem. Du kan hjælpe ved at angive troværdige kilder til de påstande, som fremføres i artiklen.

|  | Denne artikel om lokaliteten Salby kan blive bedre, hvis der indsættes et (bedre) billede. Du kan hjælpe ved at afsøge Wikimedia Commons for et passende billede eller lægge et op på Wikimedia Commons med en af de tilladte licenser og indsætte det i artiklen. |

55°29′33.58″N 10°39′30.82″Ø / 55.4926611°N 10.6585611°Ø